# Dita di datteri
Dita di datteri è un romanzo scritto dall'autore iracheno Muhsin Al-Ramli, pubblicato in spagnolo (Dedos de Dátiles, 2008), in arabo è تمر الأصابع Tamr al-asabi', 2009), in inglese, 2014 e in italiano, 2014. La traduzione inglese è opera di Luke Leafgrean ed è' stata pubblicata dall'Università Americana del Cairo. La traduzione italiana è opera di Federica Pistono ed è' stata pubblicata da Cicorivolta Edizioni. La versione in arabo è stata selezionata tra i sedici romanzi finalisti dell'Arabic Booker Prize (Premio Internazionale per la Narrativa araba).

## Trama
Dita di datteri è un romanzo incentrato sui temi dell'amore, della violenza, del conflitto, del concetto di onore familiare. Gli avvenimenti descritti, così come i pensieri, le idee e i personaggi si spostano dai villaggi e dalle zone rurali dell'Iraq ai locali notturni di Madrid. Il romanzo descrive la vita quotidiana in Iraq nell'epoca in cui Saddam Hussein governava il paese, tratteggiandola con grande umanità, e racconta la storia di un giovane e dei suoi rapporti con la famiglia, specialmente con il padre e con la ragazza che ama e che vuole sposare.
Uno dei temi del romanzo è quello degli Iracheni che, emigrati in tutto il mondo, hanno perduto la propria identità nelle nuove case e nelle nuove vite, senza riuscire a inserirsi e ad integrarsi nella nuova società che li ha accolti.
In questo romanzo profondo, Muhsin Al-Ramli dimostra chiaramente di essere un maestro, tocca le corde della nostra sensibilità  illustrandoci pensieri e sentimenti dei personaggi.

## Edizioni
- Muhsin Al-Ramli, Dita di datteri, Cicorivolta Edizioni, 2014, ISBN 978-88-99021-03-0.